# Puhoi
Puhoi je novozélandská vesnice nacházející se na Severním ostrově, přibližně 50 km od Aucklandu. Vesnice se rozkládá podél řeky Puhoi River. Puhoi byl založen 29. června 1863 českými Němci z Chotěšova, Stodu, Stříbra, Litic, Dobřan, Záluží... pod vedením Martina Krippnera. Kvůli českému původu zaklatelů se obci říká „Bohemian Settlement“ (Česká osada). Ve vesnici se nachází římskokatolický kostel svatého Petra a Pavla, který byl otevřen v roce 1881, dále se tu nachází Bohemian Museum.

## Zakladatel
Martin Krippner pocházel z Mantova u Plzně. Pocházel z rodiny místního kováře. Po pobytu v klášteře studoval práva na univerzitě v Praze a Vídni, sloužil i v rakouské armádě v hodnosti kapitána dělostřelectva. Se svou anglickou manželkou, čtyřmi dětmi a svým mladším bratrem Hansem se zprvu (v roce 1860) usadil v Aucklandu. Krippner se na Novém Zélandu pokoušel farmařit, ale přivydělával si různě – například jako poštovní úředník. Svou korespondenční náborovou kampaní nalákal své krajany z Plzeňska k cestě na Nový Zéland, který byl tehdy nehostinnou zemí.

## Původ vesnice
Maorské slovo Puhoi znamená Líné vody. Okolo 29. června si zde obyvatelé „chodskou“ slavností, na které nechybí dudácká kapela a tančí se v krojích z poloviny devatenáctého století, připomínají založení vesnice. Prvních 83 německých osadníků z Čech sem přišlo v roce 1863 s vidinou čtyřiceti akrů zemědělské půdy na každého dospělého a dvaceti akrů na dítě. Byli však odvezeni do divočiny, uprostřed novozélandské zimy, bez jakékoli podpory a bez znalosti angličtiny. Roku 1866 přijelo dalších 28 přistěhovalců, do roku 1877 dorazilo ještě 60 lidí.